# دانشگاه جامع و بین المللی پلیس
دانشگاه جامع و بین المللی پلیس  
( به‌اختصار: دانشگاه پلیس) دانشگاه نظامی زیرمجموعه فرماندهی انتظامی جمهوری اسلامی ایران است، که وظیفه آموزش و تعلیم افسران پلیس در ایران را برعهده دارد. ریشه‌های تأسیس این دانشگاه به سال ۱۲۹۲ ه.ش و راه‌اندازی مدرسه عالی شهربانی بازمی‌گردد. دانشگاه جامع و بین المللی پلیس  در تهران مستقر است و هم‌اکنون از ۸ دانشکده و ۳ مرکز آموزشی تشکیل می‌شود.
این دانشگاه تنها دانشگاه پلیس و بزرگترین مرکز آموزش علوم و فنون پلیسی در ایران است. هم‌اکنون سرتیپ‌ دوم امیر حسین یاوری فرماندهی دانشگاه جامع و بین المللی پلیس را برعهده دارد.

## تاریخچه
مدرسه پلیس با شیوه تدریس امروزی در سال ۱۲۹۲ تشکیل شد و در ادامه این روند، در سال ۱۳۲۰ آموزشگاه عالی شهربانی تأسیس شد که در سال ۱۳۳۸ به دانشکده افسری شهربانی تغییر نام یافت.
مرکز آموزش عالی ژاندارمری نیز در سال ۱۳۴۷ راه‌اندازی شد و دانشکده کمیته نیز در سال ۱۳۶۶ آغاز به‌کار کرد. با ادغام شهربانی، ژاندارمری و کمیته در سال ۱۳۷۰، نیروی انتظامی جمهوری اسلامی ایران شکل گرفت و به دنبال آن، دانشگاه علوم انتظامی نیز در همان سال تأسیس شد.
در سال ۱۳۸۰، دانشگاه پلیس با ساختاری جدید در قالب هفت دانشکده تخصصی فعالیت خود را گسترش داد و به عنوان یک مرکز آموزش عالی تخصصی در حوزه انتظامی شناخته شد. این روند تا سال ۱۴۰۲ ادامه داشت تا اینکه در این سال، ساختار دانشگاه به دو مجموعه مستقل تفکیک شد و از سال ۱۴۰۲، دانشگاه جامع علوم انتظامی امین با مأموریت آموزش در سطوح تحصیلات تکمیلی و توسعه علمی در حوزه علوم انتظامی به فعالیت خود ادامه می‌دهد.
سردار یاوری در ادامه از تغییر نام این دانشگاه خبر داد و گفت: از یکشنبه آینده نام دانشگاه «دانشگاه جامع و بین‌المللی پلیس» خواهد بود. این تغییر به دلیل ویژگی‌های بین‌المللی دانشگاه و فعالیت‌های جامع آن صورت گرفته است..

## دانشکده‌ها
دانشگاه علوم انتظامی امام حسن مجتبی دارای ۸ دانشکده تخصصی، یک مجتمع آموزش عالی ویژه پلیس زن و پنج مرکز آموزشی است. این دانشگاه با ۳۱ گروه آموزشی، ۲۳ رشته تحصیلی و ۲۹ گرایش در مقاطع تحصیلی کاردانی، کارشناسی، کارشناسی ارشد و دکتری فعالیت می‌نماید و تحصیل در آن به‌صورت شبانه‌روزی است.
- دانشکده علوم و فنون انتظامی
- دانشکده علوم و فنون اطلاعات و آگاهی
- دانشکده علوم و فنون راهنمایی و رانندگی
- دانشکده علوم و فنون مرزی
- دانشکده علوم و فنون عملیات ویژه
- دانشکده علوم و فنون اداری و پشتیبانی
- دانشکده علوم پایه انتظامی (دانشکده نصر)
- دانشکده علوم و فنون منابع سازمانی
- مرکز آموزش بین‌المللی پلیس
- مرکز آموزش عالی عقیدتی و سیاسی
- مجتمع آموزش عالی زنان پلیس (مجتمع کوثر)

## نحوه ورود
در سال تحصیلی ۹۷–۹۸ دانشگاه علوم انتظامی امام حسن مجتبی با در نظر گرفتن تمام شرایط ذکر شده برای ثبت نام و از مدرک دیپلم یا پیش دانشگاهی و با آزمونی مستقل از آزمون سراسری از جوانانی که علاقه‌مند به تحصیل در دانشگاه علوم انتظامی هستند گزینش می‌کند. لازم است ذکر شود که در سال‌های گذشته فقط از طریق آزمون سراسری دانشجوها انتخاب می‌شدند ولی در سال ۹۷–۹۸ جدا از آزمون سراسری گزینش می‌شود.لازم به ذکر است که پذیرش دانشجو از سال۱۴۰۲_۱۴۰۳ از طریق آزمون سراسری انتخاب می‌شوند. داوطلبان علاوه بر کسب رتبهٔ قبولی و دارا بودن شرایط عمومی استخدام، باید دارای شرایط اختصاصی از جمله داشتن علاقه و انگیزهٔ لازم، سلامتی کامل جسمی و روانی باشند. تحصیل در این دانشگاه در دو مقطع کاردانی (دو سال) و کارشناسی (چهار سال) به صورت شبانه‌روزی است و دانشجویان از امکانات و مزایای خاص تسهیلاتی و رفاهی چون پرداخت حقوق ماهیانه، وام، تجهیزات ورزشی، سفرهای سیاحتی و زیارتی و اعطای بورس تحصیلی و امکان ادامهٔ تحصیل برای مقاطع کارشناسی ارشد و (دکتری) نیز برخوردار می‌شوند. در ضمن دانشجویان این دانشگاه با مهارت‌ها و فنونی آشنا می‌شوند که در سایر دانشگاه‌های کشور دیده نمی‌شود، مهارت‌هایی چون تیراندازی، رانندگی، فراگیری شنا و ورزش‌های رزمی و غیره؛ همچنین در انتخاب رشته دانشجویان این دانشگاه ملاک‌هایی همچون نیاز سازمان، سهمیه استان، علاقه و استعداد و نظر کارشناسان گزینش و استخدام در نظر گرفته می‌شود.

## مراسم فارغ‌التحصیلی
از سال ۱۳۷۸ همه ساله مراسم فارغ‌التحصیلی دانشجویان این دانشگاه با حضور فرمانده کل قوا برگزار می‌گردد.
تصاویر مراسم‌ها بر پایه سال